# Godet (extreme cooling)
Pour les articles homonymes, voir Godet.
 (décembre 2012).
Si vous disposez d'ouvrages ou d'articles de référence ou si vous connaissez des sites web de qualité traitant du thème abordé ici, merci de compléter l'article en donnant les références utiles à sa vérifiabilité et en les liant à la section « Notes et références ».
En extreme cooling, un godet est un récipient réalisé en un métal qui conduit très bien la chaleur, destiné à contenir une substance qui servira à refroidir le composant situé sous le godet.

## Description
Un godet mesure en général de 20 à 30 centimètres de hauteur voire plus, de section ronde ou carrée la plupart du temps, et est constitué de cuivre ou d'aluminium par exemple. L'épaisseur du fond est d'environ 1 centimètre, rarement plus de 2 afin de conserver des performances optimales. Le fond du godet comporte parfois un maze, afin d'offrir une plus grande surface de contact entre le godet et le liquide présent à l'intérieur de celui-ci.

## Utilisation
Les godets ne sont jamais utilisés pour le refroidissement quotidien d'un ordinateur, car ils nécessitent un remplissage fréquent : la plupart du temps ils sont utilisés avec de l'azote liquide (LN2 cooling) ou de la glace carbonique (dry ice cooling) par exemple, qui se vaporisent alors dans l'air, et ne peuvent donc être utilisés que pour une durée limitée si les godets ne sont pas remplis régulièrement.
L'utilisation de godets nécessite également une carte mère horizontale à cause de la gravité, c'est-à-dire posée à plat, sans tour, où dans la majorité de ceux-ci la carte mère est verticale.
Les godets sont fixés la plupart du temps sur le CPU, le GPU, et parfois sur le northbridge, afin de les refroidir.
Les produits utilisés ayant des températures inférieures à −70 °C (le plus chaud étant en général la glace carbonique, à −78 °C) et le manque de facilité d'utilisation font des godets une technique réservée à l'extreme cooling, où le seul but est d'atteindre les températures les plus basses possibles.